# Jindřich Kadrnka
Jindřich Kadrnka (30. dubna 1981 Březí – 23. ledna 2025) byl český vinař a vinohradník.

## Život
Narodil se 30. dubna roku 1981 v obci Březí. Patřil do čtvrté vinařské generace. V roce 2001 nastoupil do vinařství Mikrosvín Mikulov. Později patřil mezi zakládající členy vinařství Galant. Od roku 2009 začal pracovat ve vinařství Volařík, kde pracoval až do roku 2019.
Po odchodu založil své vlastní vinařství Víno Kadrnka. Vinařství se stalo úspěšné a v roce 2022 získalo ocenění za nejlepší vinařství celého roku.
Zemřel 23. ledna 2025 ve věku 43 let. Poslední rozloučení s ním proběhlo 29. ledna v obřadní síni Mikulov.